# Sal biliar

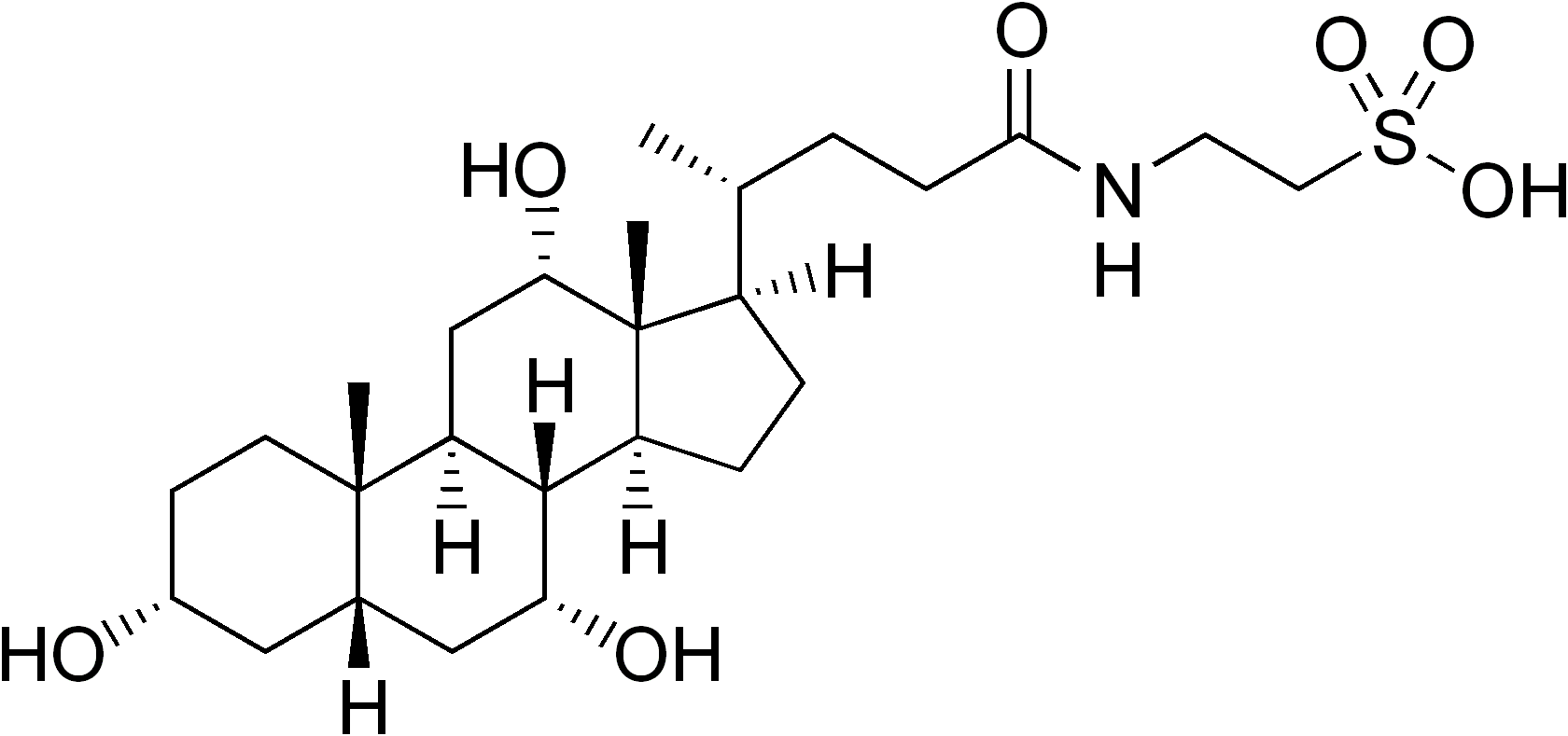
Àcid Taurocòlic.

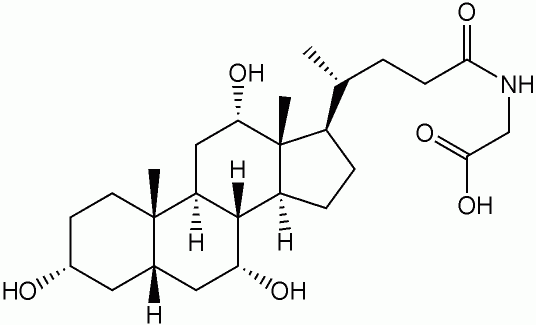
Àcid Glicocòlic.

Les sals biliars són les sals dels àcids biliars, poden ser sals sòdiques o potàssiques. Els àcids modificats taurocòlic i glicocòlic també tenen sals.
Es formen a partir dels àcids biliars secundaris (àcids biliars conjugats amb aminoàcids) que s'uneixen a un ió de sodi o de potassi per a formar una sal. Les sals biliars són la forma en què el cos guarda els àcids biliars a la vesícula biliar i són secretats a l'intestí per la digestió dels lípids.
Els lípids són apolars i necessiten les sals biliars per estabilitzar l'emulsió i per facilitar el contacte entre enzim i substrat, cosa que permet metabolitzar els lípids i la seva absorció en la paret intestinal.